# James Thomas Walker

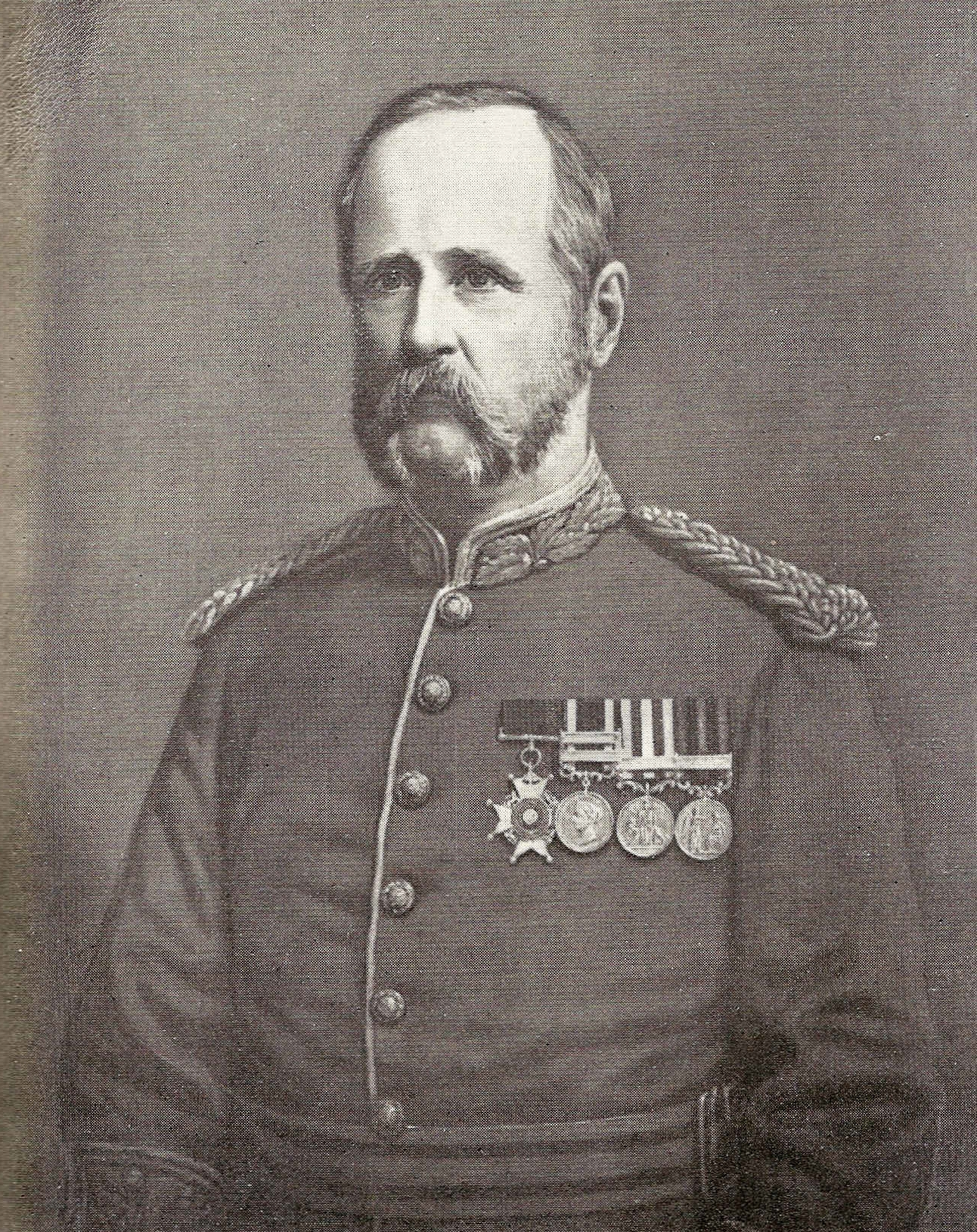
James Thomas Walker

James Thomas Walker (* 1. Dezember 1826 in Kannur, Kerala, Indien; † 16. Februar 1896 in London) war ein britischer Offizier und Geodät.

## Leben und Wirken
James Walker wurde als Sohn eines im Dienst der  British East India Company tätigen Beamten im damaligen Cannanore im Distrikt Malabar der Präsidentschaft Madras geboren. Nach der Ausbildung durch einen Privatlehrer in Wales, am East India Company Military Seminary in Addiscombe sowie an der britischen Pionierschule, der Royal School of Military Engineering in Chatham (Kent) begann er 1846 seinen Truppendienst in Bombay. Bei und im Anschluss an verschiedene Feldzüge im Gebiet des heutigen Pakistan widmete er sich vor allem der Vermessung der annektierten Gebiete.
Am 1. Dezember 1853 wurde er zum Zweiten Assistent an der Großen Trigonometrischen Vermessung unter Andrew Scott Waugh ernannt und am 24. März 1854 zum Ersten Assistent befördert. Walker war zunächst mit Triangulationen am Indus befasst. Im Indischen Aufstand von 1857 wurde er bei Kämpfen schwer verletzt und infizierte sich mit Cholera. Im Dezember 1857 wurde er zum Hauptmann, im Januar 1858 zum Major befördert. In den nächsten Jahren setzte er zwischen und bei verschiedenen militärischen Einsätzen die Vermessungsarbeiten fort.
Am 12. März 1861 wurde er zum Leiter der Großen Trigonometrischen Vermessung ernannt. In den folgenden beiden Jahren vollendete er zunächst Triangulationen im Norden Indiens. Nachdem er 1862 eine Basislinie in Visakhapatnam erstellt hatte, zeigte sich, dass ihre tatsächliche Länge nur um einen halben Inch (etwa einen Zentimeter) von der Länge abwich, die rechnerisch aufgrund des Vermessungsnetzes ermittelt wurde, das seinen Ausgangspunkt im 770 km entfernten Kalkutta hatte und über weite Strecken durch dichten Dschungel verlief. 1864 nahm er auf dem Weg zu seinem Heimaturlaub den Weg über St. Petersburg, wo er Verbindungen mit russischen Vermessern anbahnte, die zu einem anhaltenden Erfahrungsaustausch führten. Wenige Jahre danach wurde entschieden, einen Bericht über die Arbeiten an der Großen Trigonometrischen Vermessung Indiens (Account of the Operations of the Great Trigonometrical Survey of India) in zwanzig Bänden herauszugeben, von denen die ersten neun Bände unter der Walkers Leitung ab 1871 veröffentlicht wurden. 1873 begann er die unvermeidlichen kleinen Ungenauigkeiten in der Vermessung zu bereinigen, so dass die trigonometrische Vermessung Indiens als die genaueste ihrer Zeit galt.
Am 1. Januar 1878 wurde er zum Surveyor-General of India ernannt, behielt aber gleichzeitig sein Amt als Leiter der Großen Trigonometrischen Vermessung. Am Sitz des Survey of India in Dehradun, Uttarakhand, befasste er sich neben der Überwachung der Vermessungsarbeiten und der Erstellung zahlreicher Karten auch mit anderen Bereichen wie der Ausbildung des Nachwuchses, der Abstellung von Vermessungstrupps zu militärischen Operationen oder der Ausbildung und Entsendung einheimischer Vermesser, die als Pundits bekannt werden sollten.
Er nahm am 12. Februar 1883 im Rang eines Lieutenant-General (Generalleutnant) seien Abschied. Knapp ein Jahr darauf wurde er ehrenhalber zum General befördert. Er starb am 16. Februar 1896 in London.

## Ehrungen
Walker wurde 1859 Fellow der Royal Geographical Society und 1865 auch der Royal Society, 1868 wurde er Mitglied der Russischen Geographische Gesellschaft und 1887 der Société de géographie de Paris.